# Jacob Fatu
Jacob Samuel Fatu (San Francisco, 18 aprile 1992) è un wrestler statunitense sotto contratto con la WWE.

## Carriera

### Circuito indipendente (2012–2019)
Allenato da suo zio Rikishi, debuttò il 22 settembre 2012, vincendo in un tag team match, al fianco di un altro suo parente, Black Pearl. I due lottarono ad un evento della KnokX Pro Academy contro i Profilers. Trascorse la maggior parte del 2013 fino al 2015, lottando in diverse federazioni indipendenti californiane, spesso collaborando con altri membri della famiglia Anoa'i. Nel 2018, lottò nella messicana The Crash, dove, come primo match, prese parte ad un triple treat match insieme a Octagón e Blue Demon Jr.

### Major League Wrestling (2019–2024)

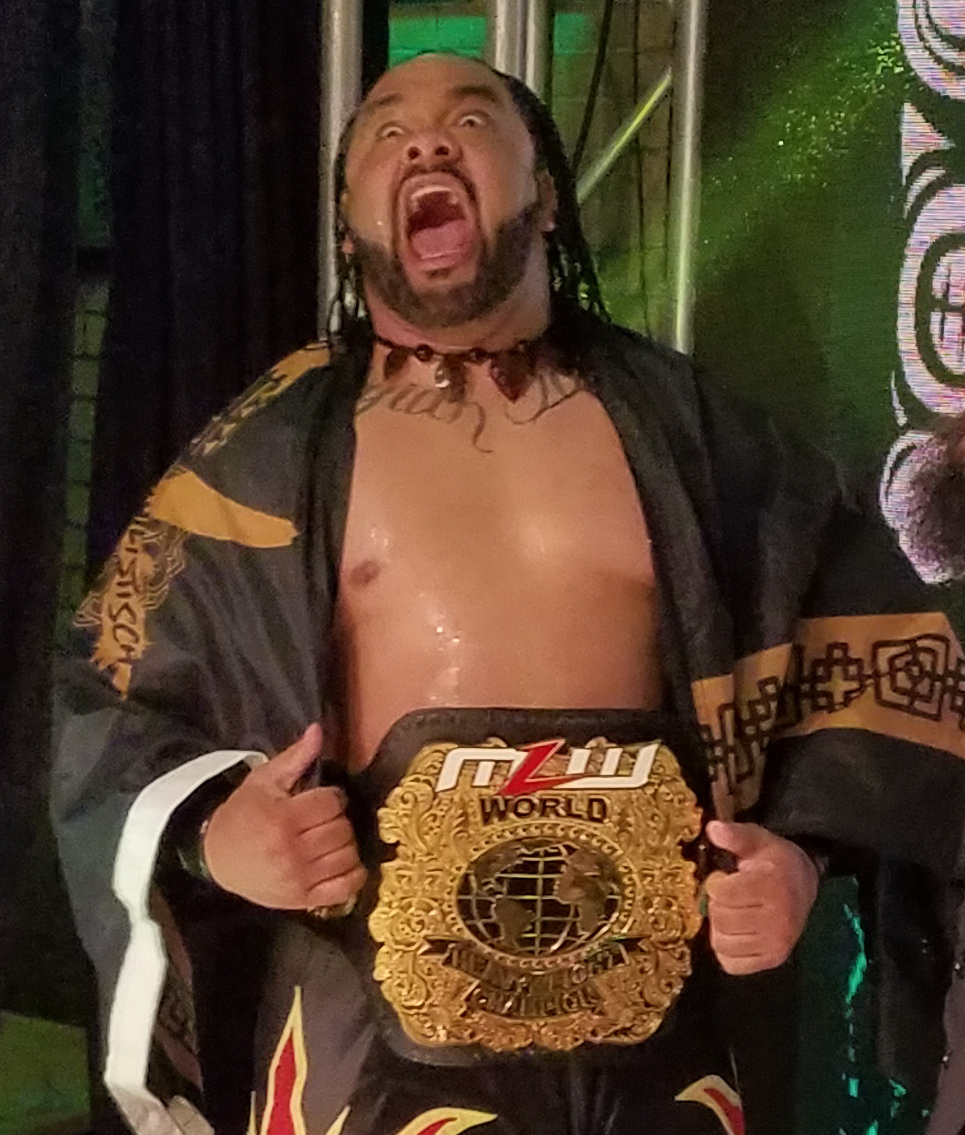
Jacob Fatu nel 2019 come MLW World Heavyweight Champion

Nel 2019 firmò con la Major League Wrestling, unendosi in compagnia ai suoi parenti Samu e a Lance Anoa'i.
Debuttò in un dark match a SuperFight, al fianco di Josef Samael in un tag team match. Il duo debuttò in un match televisivo il 2 marzo agli Intimidation Games, attaccando World Heavyweight Champion Tom Lawlor dopo il suo match in gabbia contro Low Ki, formando così insieme a Simon Gotch, la Contra Unit, una stable heel. La settimana successiva, la Contra Unit attaccò Ace Romero durante il suo match con Gotch Dopo mesi di faida con Lawlor, il 6 luglio a Kings of Colosseum, Fatu lo sconfisse e si laureò MLW World Heavyweight Champion. Dopo aver mantenuto il titolo nel rematch di Fusion del 25 luglio, sconfisse LA Park, a Saturday Night SuperFight, primo evento in pay-per-view della federazione.

### WWE (2024–presente)

#### The Bloodline (2024–2025)
Debuttò a sorpresa in WWE nella main event della puntata di SmackDown del 21 giugno 2024, al termine del match tra Cody Rhodes e Solo Sikoa finito in no-contest, mentre quest'ultimo era confinato ad un angolo del ring da Rhodes, Kevin Owens e Randy Orton presentandosi alle spalle del trio ed annientandoli, concludendo la puntata con una frog splash sul tavolo dei commentatori nei confronti di Rhodes, entrando a fare parte della nuova Bloodline. A Money in the Bank, fece il suo debutto in un match ufficiale in WWE nel six-man tag team match che vide Rhodes, Owens ed Orton contrapposti a Fatu, Sikoa e Tama Tonga, con la Bloodline che ne uscì come vincitrice.
Impegnato nella categoria di coppia sostituendo l'infortunato Tonga Loa (kayfabe), il 26 luglio insieme a Tama Tonga vinsero un gauntlet match sconfiggendo gli Street Profits diventando gli nuovi sfidanti al WWE Tag Team Championship. La settimana successiva a SmackDown, sconfissero i #DIY vincendo il WWE Tag Team Championship. Nella puntata di SmackDown del 23 agosto 2024, per ordine di Solo Sikoa, Fatu (realmente infortunato) lasciò la cintura a Tonga Loa. Il 5 ottobre, a Bad Blood, venne sconfitto da Rhodes e Reigns in un tag team match insieme a Sikoa, anche per colpa del ritorno di Jimmy Uso.
A Survivor Series: WarGames 2024 il team di Solo Sikoa fu sconfitto dal team di Roman Reigns e nella prima puntata di Raw su Netflix Reigns riconquistò il titolo di capo tribù nonostante le varie interferenze.
Da lì i rapporti con Sikoa inizieranno a deteriorarsi con Fatu che intraprenderà una carriera in singolo con una breve faida con Braun Strowman e la conquista del suo primo titolo in singolo, lo United States Championship, vinto a WrestleMania 41 contro LA Knight. Difende il titolo a Backlash in un fatal 4-way contro l'ex campione, Drew McIntyre e Damian Priest grazie all'interferenza del debuttante JC Mateo.
A Money in the Bank 2025 Fatu compie un turn face impedendo al suo ex leader di vincere la valigetta e allontanandosi definitivamente dalla Bloodline. Perde il titolo a Night of Champions contro Sikoa dopo 67 giorni di regno a causa delle interferenze di JC Mateo, Tonga Loa e il debuttante Talla Tonga, incassando inoltre la prima sconfitta per schienamento in WWE.

## Vita privata
Fatu è un membro della Famiglia Anoa'i, in quanto figlio di Sam Fatu. Ha sei figli.

## Personaggio

### Mosse finali
- Mighty Moonsault (Moonsault)
- Pop-Up Samoan Drop
- Diving splash

### Soprannomi
- "The Samoan Werewolf"

### Manager
- Jeremy Blanchard

## Titoli e riconoscimenti
- All Pro Wrestling
  - APW Universal Heavyweight Championship (1)[26]
  - APW Worldwide Internet Championship (1)[27]
  - APW Tag Team Championship (1) – con Josef Samael[28]
- DEFY Wrestling
  - DEFY Tag Team 8XGP Championship (1) – The Almighty Sheik[29]
- Major League Wrestling
  - MLW World Heavyweight Championship (1)[30]
- PCW Ultra
  - PCW Ultra Tag Team Championship (1) – con The Almighty Sheik[31]
- Pro Wrestling Illustrated
  - 306º tra i 500 migliori wrestler singoli nella PWI 500 (2019)[32]
  - 20º tra i 500 migliori wrestler singoli nella PWI 500 (2020)[33]
- Supreme Pro Wrestling
  - SPW Tag Team Championship (1) – con Journey Fatu[34]
- WWE
  - WWE Tag Team Championship (1) – con Tama Tonga[35]
  - WWE United States Championship (1)[36]